# Плетеневка (Харьковская область)
Плетеневка (укр. Плетенівка) — поселок, Волчанский городской совет, Волчанский район, Харьковская область.
Код КОАТУУ — 6321610101. Население по переписи 2001 года составляет 124 (61/63 м/ж) человека.

## Географическое положение
Посёлок Плетеневка находится в 3 км от города Волчанск, в 2 км от границы с Россией, рядом проходит автомобильная дорога Т-2114.
По посёлку протекает пересыхающий ручей, на котором сделана запруда.

## История
Посёлок был основан в 1800 году. 24 февраля 2022 года в ходе вторжения России на Украину было оккупировано Россией.
12 мая 2024 года, во время харьковского наступления российских войск, село было повторно оккупировано Россией.

## Экономика
- Международный автомобильный пункт пропуска «Шебекино-Плетеневка»

## Объекты социальной сферы
- Фельдшерско-акушерский пункт